# Ola Ray
Ola Ray (San Luis, Misuri; 26 de agosto de 1960) es una modelo y actriz estadounidense. Es más conocida por participar junto a Michael Jackson en el videoclip Thriller.
Fue modelo de Playboy, siendo elegida Playmate de la edición de junio de 1980.

## Biografía
Ola Ray nació en St. Louis, Misuri, donde pasó la primera parte de su infancia con sus padres, seis hermanos y dos hermanas.
Su familia se mudó de St. Louis a Sacramento, California, hasta 1975, cuando la familia se mudó a Tokio, Japón, donde su padrastro estaba destinado en la Base de la Fuerza Aérea de Yokota y donde ella pasaría los siguientes tres años.
Fue en Tokio donde Ola comenzó una carrera profesional de canto y baile con su hermano y su hermana gemelos. Se llamaban a sí mismos The Puppets, y su talento musical fue lo suficientemente bueno como para conseguirles un contrato para el próximo año actuando en el Big Together Club en el distrito Shinjuku de Tokio, una popular zona de clubes nocturnos.
La creciente popularidad de Los Puppets llevó a apariciones en comerciales de televisión, presentaciones en giras en varias ciudades de Japón y una oferta de contrato de grabación de Sony Records en Tokio.
A lo largo de su carrera como cantante y bailarina en Japón, Ola también se embarcó en una carrera de modelo en la que consiguió un número sustancial de asignaciones con la agencia de modelos Eddie Arab. Modeló como modelo y apareció en varios comerciales de televisión para grandes almacenes japoneses tan conocidos como Daimaru, Isetan, Matsuya y Parco.
Después de su exitosa estadía en Japón, la familia regresó a los Estados Unidos en 1978, donde Ola decidió hacer de Los Ángeles su base de operaciones para poder seguir una carrera en el entretenimiento.
En junio de 1980, Ola apareció en la revista Playboy como “Playmate del mes” de junio, lo que la ayudó a conseguir un contrato exclusivo con Johnson and Johnson, promocionando sus productos 'Classy Curl' Kit. Apareció en campañas publicitarias nacionales que incluían revistas, comerciales de televisión y vallas publicitarias. Ola se convirtió en embajadora de marca para varias otras campañas nacionales, incluidos los anuncios "Milk" para el Consejo Asesor de Leche, Coca-Cola, Coors, McDonalds y Leggs Pantyhose, IBM, Kentucky Fried Chicken y fue la modelo y portavoz de Shiseido Cosmetics en Japón para nombrar unos pocos.
En 1983, la carrera de Ola en el entretenimiento se disparó cuando coprotagonizó el papel de la novia de Michael Jackson en el cortometraje musical ganador del premio Grammy, 'Thriller'.
El nombre de Ola Ray fue conocida internacionalmente por el video que todavía se considera el video musical favorito de todos los tiempos en todo el mundo. Antes de que apareciera Thriller, su primer video musical llegó cuando coprotagonizó con George Benson su lanzamiento 'Gimme The Night'.
Se le abrieron las puertas para papeles cinematográficos con Paramount Pictures, Columbia Pictures y Warner Brothers, así como para trabajos televisivos en series para las tres cadenas: CBS, NBC y ABC.
Sus películas incluyen apariciones en '48 Hours' con Eddie Murphy y Nick Nolte; 'Night Shift' con Michael Keaton y Henry Winkler; 'Policía de Beverly Hills 2' con Eddie Murphy; 'Ten to Midnight' con Charles Bronson y 'Fear City' con Billy Dee Williams y Tom Berenger. Ola también desempeñó un papel principal en un piloto de televisión que fue un derivado de la popular comedia 'Gimme A Break' para NBC.
Ola ha escrito y producido varias canciones, una de las cuales alcanzó el puesto número 5 en el Top Ten Chart en Houston, TX, y actualmente escribe guiones de televisión mientras busca un acuerdo de cadena o transmisión para sus proyectos de series. Ola también terminó de escribir sus memorias sobre su vida y carrera en “Hollywood” llamadas “The Thrill Of It All”.
Ola es una defensora incansable de la concientización sobre la violencia doméstica y la adicción a las drogas.

## Carrera
Ray se hizo mundialmente conocida al ser la protagonista femenina del videoclip Thriller de Michael Jackson (1983). Además ha actuado en cameos en películas tales como Night Shift, 48 Hrs., 10 a la medianoche, Ciudad de Miedo y Beverly Hills Cop II. Además, fue invitada en algunos episodios de las series de televisión Automan, Dame un respiro!, Cheers y Qué está pasando ahora.

## Filmografía

### Películas
- Cuerpo y alma (1981)
- Servicio de noche (1982)
- 48 hrs. (1982)
- 10 a la media noche (1983)
- Mis problemas con las mujeres (1983)
- Ciudad del crimen (1984)
- Salvaje acorralado (1987)
- Beverly Hills Cop II (1987)
- 48 horas: la segunda vuelta (1990)
- Toy Soldier (2015)
- Shooting Heroin (2019) - Helen
- It Wants Blood! (2019)
- VampieS (2021)
- Mirroring Michael Jackson (2022)

### Documentales
- Making Michael Jackson's Thriller (1983)
- Leaving Neverland: The Aftermath (2019)

### Videos musicales
- George Benson: Give Me the Night (1980)
- Michael Jackson's Thriller (1983)
- Lady Gaga: Paparazzi (voice Policewoman) (2009)